# Independence Day (jeu vidéo)
Pour les articles homonymes, voir Independence Day.
Independence Day est un jeu vidéo de simulation de vol de combat développé par Radical Entertainment et édité par Fox Interactive, sorti en 1997 sur Windows, Saturn et PlayStation.
Il est adapté du film du même nom.

## Accueil
- GameSpot : 5,5/10[1]
- IGN : 2/10[2]